# Christof Hartmann
Christof Hartmann (* 1967) ist ein deutscher Politikwissenschaftler und Direktor des Instituts für Entwicklung und Frieden (INEF) an der Gesellschaftswissenschaftlichen Fakultät der Universität Duisburg-Essen.

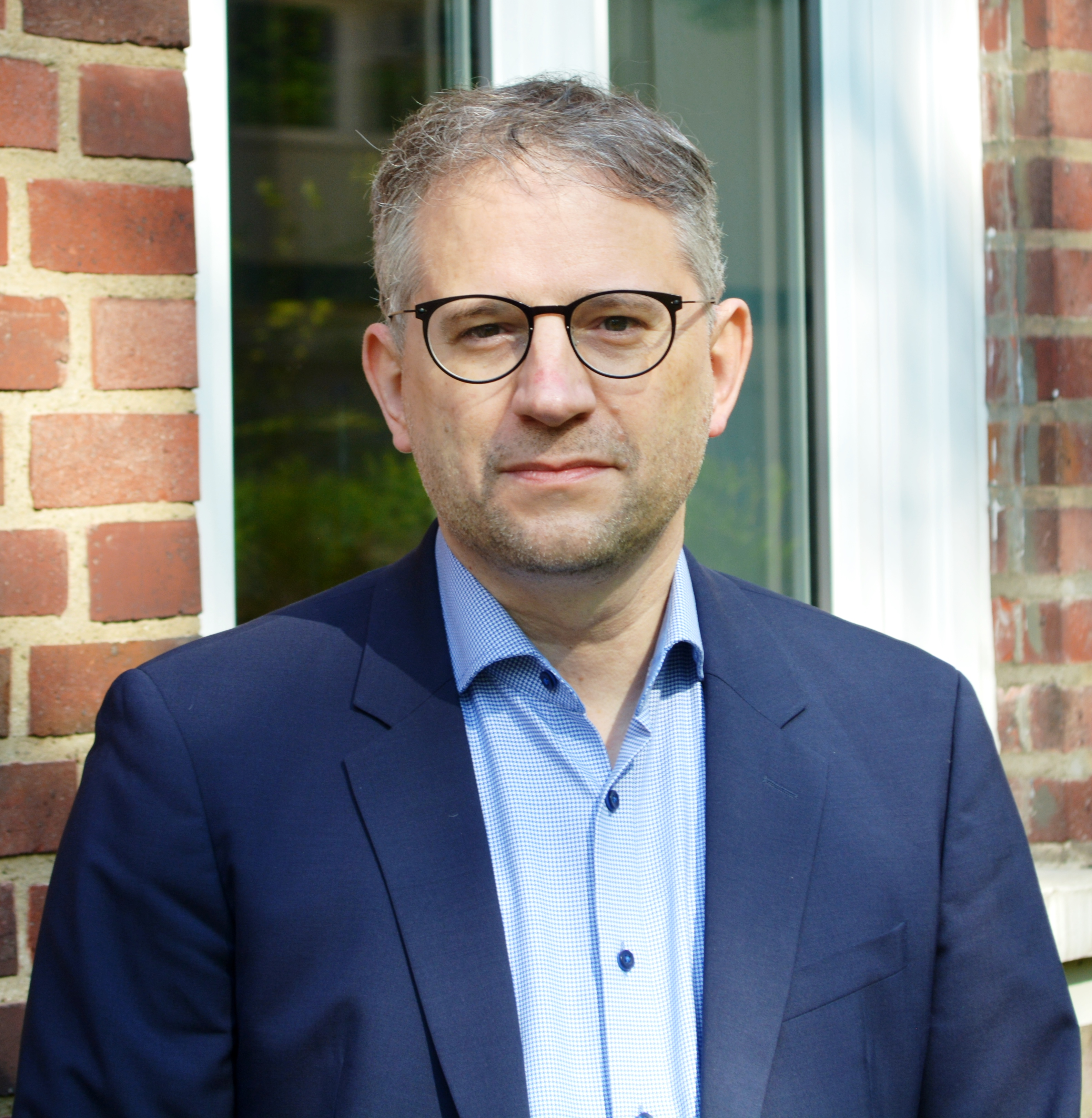
Christof Hartmann, 2021

## Beruflicher Werdegang
Christof Hartmann studierte Politikwissenschaften (1987–1989), mit den Nebenfächern Neuere Geschichte und Völkerrecht, an der Universität Freiburg i. Brsg., wo er das Grundstudium mit dem B.A. abschloss. Das daran anschließend Aufbaustudium in Aix-en-Provence (Frankreich) schloss er mit dem Certificat d’Etudes Politiques (Option: Relations Internationales Institut d’Etudes Politiques) ab. Von 1989 bis 1994 studierte er Politikwissenschaft (Nebenfächer: Neuere Geschichte und Völkerrecht) an der Universität Heidelberg, mit dem Abschluss zum M.A. Hier erfolgte auch die Promotion in Politikwissenschaft (1994–1998) unter Leitung von Dieter Nohlen zum Thema „Externe Faktoren der Demokratisierung. Eine vergleichende Studie afrikanischer Länder“.

## Forschungsschwerpunkte
Politikwissenschaft, insbesondere Internationale Beziehungen und afrikanische Politik.

## Wissenschaftliche Ämter (Auswahl)
- Christof Hartmann ist seit dem 15. März 2016 Professor für Politikwissenschaft, insbesondere Internationale Beziehungen und Afrikanische Politik, Sozialwissenschaftliche Fakultät; Universität Duisburg-Essen. Zuvor war er 2006–2016 Professor für Internationale Politik und Entwicklungspolitik, ebenda.
- Von November 2004 bis September 2006 war er Assistenzprofessor für Transformationsforschung, mit Schwerpunkt Afrika und Asien am Institut für Entwicklungsforschung und Entwicklungspolitik der Ruhr-Universität Bochum.
- 2002–2006 lehrte er als Visiting Lecturer im MADM-Programm der School of Government, University of the Western Cape, Südafrika
- Von Juni 2003 bis September 2004 war Hartmann Assistenzprofessor, Institut für Entwicklungsforschung und Entwicklungspolitik; Ruhr-Universität Bochum
- Von Oktober 1999 bis Juni 2003 lehrte und forschte er als Senior Research Fellow, Institut für Entwicklungsforschung und Entwicklungspolitik; Ruhr-Universität Bochum
- Von Oktober 1998 bis September 1999 lehrte und forschte er als Senior Research Fellow am Institut für Politikwissenschaft, Universität Heidelberg (DFG-Projekt Wahlen in Asien und Pazifik)
- Von Oktober 1997 bis März 1998 war Hartmann Dozent am Corso di Perfezionamento für Kooperations- und Konfliktmanagement, Università di Bologna.

Weitere Ämter sind Stellvertretender Sprecher, Lenkungsausschuss, UAR Graduate Center for Development Studies (seit 2011) und Geschäftsführender Direktor des Instituts für Politikwissenschaft, UDE (1.4.2010–30.9.2011 und 1.10.2013–30.4.2014)

## Forschungsprojekte (Auswahl)
- BMBF: Kompetenznetz zu afrikanischen nichtmilitärischen Konfliktinterventionspraktiken, seit 2022
- mit Nele Noesselt: DFG: Projekt zu China und dem Wandel der politischen Ordnung in Afrika (HA 5538-6-1), seit 2022
- Deutsche Stiftung Friedensforschung: Projekt zu Parteienwettbewerb und kollektiver dschihadistischer Radikalisierung in Subsahara-Afrika (FP 04/20 - SP 11.03.2019); seit 2020 * EU: Erasmus-Mundus-Programm mit University of Ghana (UG), 2019–2022
- mit Andreas Mehler: Point Sud Workshop in Stellenbosch November 2014: Frieden durch Institutionen? Verfassungswahlen für gespaltene Gesellschaften, DFG-Point Sud, Bamako, Mali
- mit Matthijs Bogaards und Matthias Basedau: Fritz-Thyssen-Stiftung, Projekt Management ethnischer Konflikte durch institutionelles Engineering: Parteiverbote in Afrika
- mit Uwe Andersen (Hauptverantwortlicher): DFG, Projekt zu Kommunalwahlen und Demokratisierung im südlichen Afrika.
- DAAD Public Policy and Good Governance; 2010–2024

## Forschung und Politiktransfer
- Seit 1994 Forschungs- oder Beratungsreisen in 17 afrikanische Staaten; forschungsbezogen zu Uganda, Benin, Côte d'Ivoire, Kenia, Sambia, Namibia, Südafrika, Mauritius, Senegal, Ghana, Nigeria; zur Beratung/Evaluierung zusätzlich nach Ägypten, Äthiopien, Burkina Faso, Malawi, Mali und Togo
- Seit 1998 Beratung und Evaluierung von Projekten der deutschen Entwicklungszusammenarbeit, insbesondere der deutschen politischen Stiftungen, aber auch für EU, GTZ/GIZ, DAAD, Europarat

## Publikationen (Auswahl)
Monographien (Auswahl)
- (1999) Externe Faktoren im Demokratisierungsprozeß. Eine vergleichende Untersuchung afrikanischer Länder, Opladen: Leske + Budrich

Herausgeberschaft (Auswahl)
- (2020) mit Nele Noesselt: 'China’s new role in African politics. From non-intervention towards stabilization'? London: Routledge
- (2008) mit Gordon Crawford: Decentralisation in Africa: A Pathway out of Poverty and Conflict? Amsterdam: Amsterdam University Press
- (2001) mit Dieter Nohlen, Florian Grotz: Elections in Asia and the Pacific. A Data Handbook. Vol. I: The Middle East, Central Asia, and South Asia. Oxford: Oxford University Press.
- (2001) mit Dieter Nohlen, Florian Grotz: Elections in Asia and the Pacific. A Data Handbook. Vol. II: South East Asia, East Asia, and the South Pacific. Oxford: Oxford University Press.

Artikel und Beiträge in Fachzeitschriften und Sammelbänden (Auswahl)
- (2022): Authoritarian origins of term limit trajectories in Africa, Democratization 29/1, 57–73
- (2021) mit Catherine Biira : Demographic Change and Political Order in Sub-Saharan Africa: How Côte d’Ivoire and Uganda Deal with Youth Bulge and Politicized Migration, in: Achim Goerres/Pieter Vanhuysse (eds.), Global Political Demography: How Population Change and Politics/Policies Influence one Another, London: Palgrave, 221–248
- (2020): mit Nele Noesselt: China’s New Silk Road and (Changing) State Trajectories in Africa, Berliner Chinahefte 52, 133–143
- (2020) Regionalism in Sub-Saharan Africa: Global constraints and African agency, in: Brigitte Weiffen/Detlef Nolte (eds.), Regionalism under stress: Europe and Latin America in comparative perspective, London: Routledge, 209–222
- (2017): ECOWAS and the Restoration of Democracy in the Gambia‚ Africa Spectrum 52/1, 85–99
- (2016): Sub-Saharan Africa, in: Tanja Börzel/Thomas Risse (eds.), Oxford Handbook of Comparative Regionalism, Oxford: Oxford University Press, 271–294
- (2011) mit Martin Goeke: The Regulation of Party Switching in Africa, Journal of Contemporary African Studies, 29/3, 263–280
- (2014): Expatriates as voters? The new dynamics of external voting in Sub-Saharan Africa, Democratization, 22/5, 906–926
- (2010): mit Matthias Basedau und Matthijs Bogaards: Ethnic Party Bans in Africa: An Introduction, Democratization, 17, 4, 599–617
- (2005): Demokratie als Leitbild der afrikanischen Staatengemeinschaft? Zur Theorie und Praxis demokratischer Schutzklauseln in der Afrikanischen Union, Verfassung und Recht in Übersee, 38/2, 201–220
- (1997): Demokratisierung und das internationale System. Anmerkungen zu einigen Querverbindungen zwischen IB-Forschung und Komparatistik, Zeitschrift für internationale Beziehungen, 4/2: 329–346. (1997)